# Hemerobius nigrans
Hemerobius nigrans är en insektsart som beskrevs av Carpenter 1940. Hemerobius nigrans ingår i släktet Hemerobius och familjen florsländor. Inga underarter finns listade i Catalogue of Life.